# Република Самарина
Република Самарина е провъзгласена на 29 август 1917 г. в Самарина от седем арумънски представители на 13 арумънски села от района на Пинд. В ролята на временен комитет, изпращат прокламация, с която искат помощ и защита от италианското консулство в Янина. Седмината са д-р Димитрие Диаманди, Янакули Дабура, Михали Тегяни, Таки Ниби, Зику Арая, Алкивиад Диаманди и Стерие Караджани.
Един от членовете на временния комитет Алкивиад Диаманди отива в Янина за отговор. Такъв е получен на следващия ден от румънското и италианското консулство, а именно че действията им са погрешни и неподходящи и не са одобрени от никого, т.е. не могат да получат подкрепа от никоя страна от Антантата. Ден по-късно италианската армия напуска територията на Пинд и Самарина, под натиска на водещите страни в Антантата - Британия и Франция. Предходно в избухналата национална схизма, гръцкият крал Константинос I абдикира на 30 май 1917 г., а спечелилият политическата борба негов опонент Елевтериос Венизелос успява да присъедини Кралство Гърция към Антантата на 2 юли 1917 г. срещу твърди гаранции на водещите страни от Антантата за запазване на окупираната от Гърция територия на така наречената Северна Гърция по време на Балканските войни.
От 3 до 7 септември 1917 г. гръцки части навлизат във всички села без да срещнат съпротива и на 7 септември арестуват 6 души в Самарина – Зику Арая, директор на Самаринското румънско училище, Гули Папагеоре, учител в румънското училище в Самарина, Янаке Дабура, бивш кмет на Самарина и селяните Герасим Зика, Янаки Зуки и Костаки Сурби.
През 1917 година по време италианската окупация на Северен Епир, италианците в опита си да задържат контрола си над Отрантския проток чрез Валона, се опитват да спечелят власите на своя страна на базата на исторически и езикови връзки. Власи от няколко села в Пинд искат автономия под италиански протекторат, обръщайки се и към Румъния за помощ. Изпратени са писма до различни страни от кметовете и представители на 13 села: Самарина, Авдела, Периволи, Вовуса, Мецово, Палеосели, Падес, Турия, Бряза, Лаиста, Добриново, Арматова и Смикси.